# Моздок
Мозд́ок (ос. Мæздæг) — місто в Північній Осетії, адміністративний центр Моздоцького району.

## Географія
Місто розташоване на лівому березі річки Терек, за 92 км на північ від Владикавказа.
Поблизу міста знаходиться авіабаза, що з 2023 року використовується для ракетних ударів по території України.

## Історія
Назва поселення походить від черкеського «мез дегу» — «глухий (темний) ліс». До теперішнього часу заплавні ліси Терека зведені.
У 1759 власник Малої Кабарди Кургока Кончокін прийняв хрещення (нове ім'я — Андрій Іванов (Кончокін)) і переселився з хрестом підданими в урочище Мездогу. З переселенців, головним чином хрещених осетин і кабардинців, була створена горянська Моздоцька козача команда, що налічувала трохи понад 100 осіб.
До 1763 була побудована фортеця, з 1765 місто Моздок. Його основне населення склали грузини, вірмени, черкеси, осетини, греки.
У 1770 переселення в район 517 сімей волзьких козаків і створення Моздоцького козачого полку Терського війська. У їх числі був Омелян Пугачов, який був обраний козаками військовим отаманом. Пізніше він був заарештований представниками державної влади і з 1771 по 1772 утримувався у в'язниці Моздока, звідки скоїв втечу.
У 1777 почалося створення Азово-Моздоцької укріпленої лінії, Моздоцька фортеця — найсхідніша її точка.
З 1785 повітове місто Кавказького намісництва.
У 1804 році в Моздоку проживало 1411 вірмен і 811 грузин, що становило 63 % населення всього міста.
З 1822 адміністративний центр Моздоцького повіту Кавказької області.
У 1823 побудований нафтоперегінний завод, перший у Росії.
29 листопада 1866 заштатне місто Моздок відраховане від Ставропольської губернії до Терської області.
Наприкінці XVIII — початку XIX століть Моздок був великим економічним центром регіону, але після будівництва залізниці (1870), що пройшла південніше міста, він втратив економічне значення і статус міста (до 1925 Моздок мав статус слободи).
У лютому 1944 року Моздок переданий зі складу Ставропольського краю до Північної Осетії.
Під час Другої світової війни деякий час був окупований німцями.

## Населення
За переписом 2010 року населення Моздока складало 38 768 осіб. З них:
- росіяни — 21 918 осіб (58,1 %)
- осетини — 4209 осіб (9,3 %)
- кумики — 2741 осіб (7,1 %)
- вірмени — 2399 осіб (6,2 %)
- чеченці — 1359 осіб (3,5 %)
- кабардинці — 1258 осіб (3,2 %)
- турки-месхетинці — 789 осіб (2,0 %)
- корейці — 764 осіб (2,0 %)
- українці — 590 осіб (1,5 %)
- інші — 2741 осіб (7,1 %)

## Персоналії
- Луковський Ігор Володимирович (1909—1979) — радянський сценарист і драматург.